# الزيغن
الزيغن قرية تقع في الجَنُوب الليبى شمال شرق مدينة سبها بمسافة 80 كيلومتر. وهي إحدى قرى وادي البوانيس الممتد على طول 50 كيلومتر وهي (تمنهنت) وسمنو والزيغن، ومن ناحية الغرب تحيط بها كثبان رملية تمتد لمسافات شاسعة لتشكل فيما بعد بحر رمال ” زلاف ” مروراً بواحتي سمنو والزيغن. ومن ناحية الشرق تمتد أراضي يكسوها الحصى وفي أماكن أخرى الأحجار الصماء التي تشكل بداية سرير (القطوسة).
أهم النشاطات بالقرية هي الزراعة والتجارة من القدم وكانت مركز إلتقاء القوافل القادمة من الشمال والجنوب. عدد سكان القرية حوالي 4500 نسمه و من أقدم القبائل التي تقطن المنطقة هي قبائل الحوامد والزيادين والمقارحة والجوازي والقديرات والزوايد وأولاد سليمان وورفلة والرياح. وهي القبائل التي قاتلت الاستعمار الإيطالي في السابع والعشرين من أغسطس عام 1929 في معركة الزيغن الشهيرة والتي استشهد فيها حوالى عشرة من سكان القرية.
وتوجد قبائل أخرى تقطن المنطقة بالإضافة إلى القبائل المذكورة. وتعتبر الزيغن من المناطق المشهورة بأن أصول معظم قبائلها معروفة ولم تشهد تغييرا في تركيبتها الاجتماعية مثل العديد من مناطق الجنوب الليبي.